# Vas Blackwood
Vas Blackwood (ur. 19 października 1962) – brytyjski aktor filmowy i telewizyjny.

## Filmografia
- Prisoners of Conscience (1981) jako Chłopak
- Crown Court (1982)
- Angels (1983) jako Kelvin
- Annika (1984) jako Alan
- Arthur’s Hallowed Ground (1984) jako Henry
- Girls on Top (1985) jako Mikey
- Tylko głupcy i konie (Only Fools and Horses, 1986) jako Lennox Gilbey
- Scene (1986)
- Dramarama (1988) jako Rick
- The Lenny Henry Show (1988) jako Winston
- In Sickness and in Health (1989) jako Pele
- Tight Trousers (1990) jako Roddy
- French and Saunders (1990) jako Jazza
- Spatz (1990–1992) jako Dexter
- Crown Prosecutor (1995) jako Marcus Hooper
- The Bill (1989–1996) jako Leon Davis
- Thief Takers (1996)
- Na sygnale (Casualty, 1986–1997) jako David Sinclair / Bob / David
- Porachunki (Lock, Stock and Two Smoking Barrels, 1998) jako Rory Breaker
- Babymother (1998) jako Caesar
- Fun at the Funeral Parlour (2001) jako Coltrane Benz
- Mecz ostatniej szansy (Mean Machine, 2001) jako Masywny
- Eskapista (The Escapist, 2002) jako Vin
- 9 Dead Gay Guys (2002) jako Donkey-Dick Dark
- Rehab (2003) jako Cutlass
- Jedna miłość (One Love, 2003) jako Scarface
- Lęk (Creep, 2004) jako George
- The Trouble with Men and Women (2005) jako Travis
- Heartbreak Hotel (2006)
- Prawo odwetu (Rollin’ with the Nines, 2006) jako Finny
- Szpiegowska rodzinka (My Spy Family, 2007–2008) jako Des
- Ryzykowny skok (Daylight Robbery, 2008) jako Lucky
- Fable II (2008) jako Toby (różne głosy)
- Mercenaries (2011) jako Zac
- Offender (2012) jako Detektyw Boaz
- New Lake (2013)
- White Collar Hooligan 2: England Away (2013)